# Flughafen Bilaspur

i7
i11
i13
Der ca. 274 m hoch gelegene Flughafen Bilaspur (englisch Bilaspur Airport, IATA-Code: PAB, ICAO-Code: VEBU) ist ein kleiner nationaler Flughafen ca. 14 km (Fahrtstrecke) südlich der Großstadt Bilaspur im Bundesstaat Chhattisgarh im östlichen Zentrum Indiens.

## Geschichte
Der Flughafen wurde im Jahr 1942 von der Royal Air Force als Militärflughafen in Betrieb genommen und nach der Unabhängigkeit Indiens (1947) von der Indian Air Force weiterhin militärisch genutzt. Im Jahr 1988 fanden die ersten regionalen Linienflüge statt. Im Februar 2021 wurde eine offizielle Lizenz für den Betrieb von ATR 72-Turboprop-Flugzeugen ausgestellt.

## Verbindungen
Derzeit betreibt nur eine indische Fluggesellschaft Linienflüge nach Allahabad und Jabalpur.

## Sonstiges
- Betreiber des Flughafens ist das State Government of Chhattisgarh.
- Es gibt eine Start-/Landebahn mit 1535 m Länge.